# Europees Seniors Matchplaykampioenschap
Het Europees Seniors Matchplaykampioenschap was een golftoernooi van de Europese Senior Tour. Het werd gespeeld van 2000 tot en met 2004.

## Edities
De eerste twee jaar werd het toernooi op de Penina Golf Club in de Algarve gespeeld. Van 2002 tot en met 2004 werd het toernooi op de nieuwe baan van Los Flamingos in Cancelada (Málaga) gespeeld.
| Jaar | Winnaar          | Finalist         |
| ---- | ---------------- | ---------------- |
| 2002 | Delroy Cambridge | Eddie Polland    |
| 2003 | Carl Mason       | Denis O'Sullivan |
| 2004 | Carl Mason       | John Chillas     |